# 박태완
박태완(朴泰完, 1957년 5월 29일 ~ )은 대한민국의 정치인이다. 제7대 울산광역시 중구청장이다.

## 학력
- 양사초등학교
- 울산중학교
- 남창고등학교
- 영산대학교 경영대학원 경영학 석사

## 경력
- 1995.10 ~ 2001.09: 삼성정밀화학 노조위원장
- 전국장애인 울산총연합 중구 후원회 회장
- 2002.07 ~ 2006.06: 제3대 울산광역시 중구의회 의원(초선, 약사동)
  - 2005.01 ~ 2006.06: 제3대 울산광역시 중구의회 후반기 내무위원회 위원장
- 울산광역시 교육공동체 공동대표
- 통일교육원 전문위원
- 울산광역시교육청 교육발전위원회 위원
- 2010.07 ~ 2014.06: 제5대 울산광역시 중구의회 의원(재선, 라 선거구)
  - 2010.07 ~ 2012.06: 제5대 울산광역시 중구의회 전반기 의장
- 더불어민주당 중앙당 정책위원회 부의장
- 2018.07 ~ 2022.06: 제7대 민선 7기 울산광역시 중구청장(초선)
- 2018.07 ~ 2020.07: 전국혁신도시지구협의회 회장

## 논란

### 공직선거법 위반 무죄
2018년 6월 5일 열린 제7회 지방선거 울산 중구청장 선거 후보자 방송토론회에서 “중구가 비행 고도제한 완화구역에 포함됐는데도 구민들이 불이익을 당하고 있다. 집권 여당 후보로서 제도 개선을 통해 이 문제를 해결할 수 있다”는 발언을 해 허위사실을 유포한 혐의(공직선거법 위반)로 기소되었다. 2019년 4월 12일 울산지법에서 열린 1심에서 무죄가 선고되었다. 2019년 7월 10일 부산고법에서 열린 2심에서도 무죄가 선고되었다. 2019년 7월 17일 검찰이 상고하지 않아 무죄가 확정되었다.

## 역대 선거 결과
|  | 63.66% |

|  | 13.28% |

|  | 33.45% |

|  | 49.79% |

|  | 51.91% |

|  | 40.58% |

| 전임 박성민 | 제7대 울산광역시 중구청장(민선) 2018년 7월 1일 ~ 2022년 6월 30일 | 후임 김영길 |